# 김동규 (무용가)
(2012 12월 13일~)은 대한민국의 야구선수이다.

## 야구대회
- 2022년 《순창군 고추장배>
- 2024년 《횡성한우배)

## 타율
- 안타23
- 홈런24
- 1.944